# Gare de Querqueville

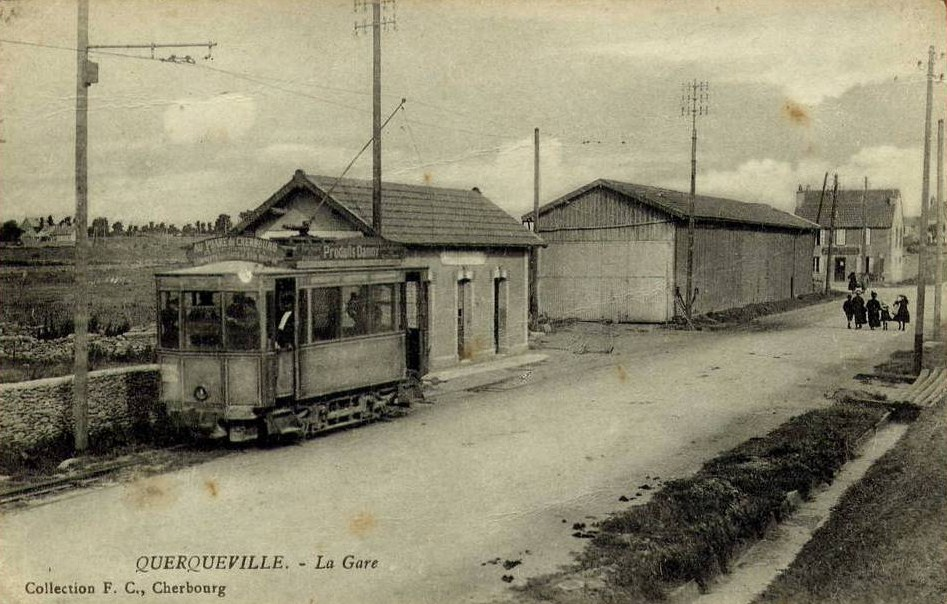
L'ancienne gare vers 1910.

La gare de Querqueville est une ancienne gare ferroviaire française située sur la commune de Querqueville (département de la Manche). Elle se trouvait sur la ligne du chemin de fer de Cherbourg à Urville-en-Hague, et elle était aussi desservie par la ligne A du tramway de Cherbourg dont elle était le terminus ouest de 1897 à 1911. Le tramway est fermé en 1944 après des dommages de guerre. Le trafic ferroviaire s'est terminé en 1945.